# Castello di San Vigilio
Il castello di San Vigilio si trova sul colle omonimo, nella parte nord della città alta di Bergamo.

## Collocazione geografica
Situato ad un'altezza di circa 496 metri s.l.m., è una costruzione che da sempre è posta a difesa dei colli della città orobica, considerati una porta d'accesso strategica verso la città stessa.
Dalla sommità della struttura difatti è possibile controllare l'adiacente monte Bastia, nonché i paesi sottostanti. Tra questi vi sono sia quelli posti nell'antica val Breno (Valbrembo e Paladina) che l'intera spianata di Almenno, un tempo zona di grandissima importanza con il nome di Lemine.

Oltre a questi si possono aggiungere i borghi collocati lungo la strada che porta all'imbocco della val Brembana, nonché una grande visuale sulla catena montuosa delle Prealpi Orobie.

## Storia

### La struttura primitiva
(Angelo Mazzi -Il castello e la Bastia di Bergamo)

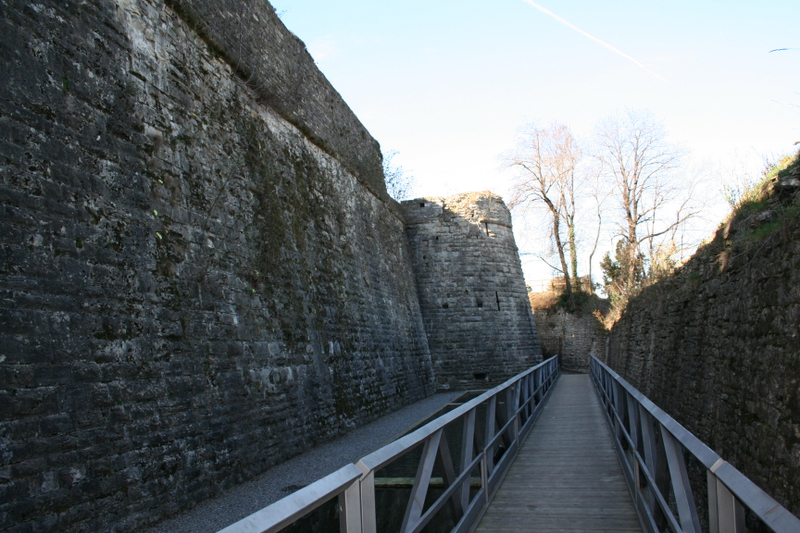
Interno della fortificazione

Questa condizione di eccellenza altimetrica portò il colle di San Vigilio a essere un ottimo luogo di avvistamento, tanto che si pensa che già in epoca romana vi fosse collocata una piccola torre di avvistamento.
Tuttavia le prime notizie di una fortificazione risalgono all'incirca al VI secolo, anche se fino al IX secolo non vi si verificarono episodi di rilievo. In quel tempo infatti nella zona si era insediata una piccola comunità ecclesiastica, la quale vi costruì un piccolo edificio di culto intitolato a Santa Maria Maddalena. Le dimensioni del luogo sacro erano tuttavia molto ridotte, tanto che questo non veniva identificato come santuario o chiesa, ma con l'appellativo di cappella. Conseguentemente la piccola fortezza che si era creata nel corso dei tre secoli precedenti venne chiamata "Castello della Cappella".
La posizione era tanto vantaggiosa strategicamente che ben presto cominciò ad essere al centro delle mire delle personalità militari più in vista, tanto che nell'889 il futuro re d'Italia Arnolfo di Carinzia ne decise la conquista, a scapito della piccola comunità religiosa presente, che si oppose fieramente, ma che nulla poté contro i militari Franchi. Tra i difensori del luogo si segnalò il chierico Gotefrido strenuo oppositore del re tanto da essere giustiziato dallo stesso.
Il luogo venne quindi utilizzato per fini militari, principalmente come roccaforte a scopo difensivo e con un'elevata importanza strategica, tanto che nel 1166 il Consiglio Comunale della città di Bergamo decise di edificarvi un castello dalle maggiori dimensioni. 
Questo venne ulteriormente ingrandito e rafforzato con l'arrivo della potente famiglia dei Visconti, i quali nel 1335 ne completarono la fortificazione.

### Il periodo Veneto
Il secolo successivo vide l'inizio della dominazione della Repubblica di Venezia, durante il quale la struttura assunse un ruolo di primissimo piano nella gestione della città.
Numerose modifiche vennero apportate alla struttura sul finire del XV secolo, tra cui i quattro torrioni muniti di cannoniere e feritoie, collegati tra loro con un muraglione di cinta di forma poligonale, nonché un fossato di protezione.

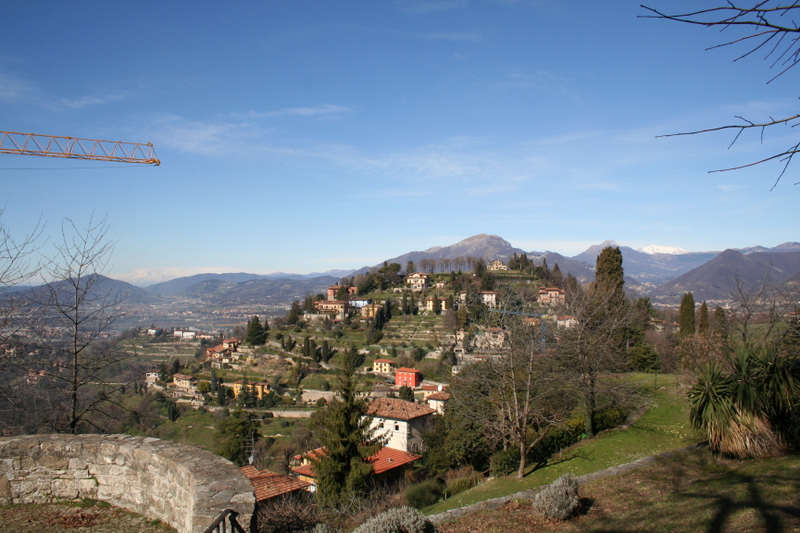
Vista verso il colle Bastia

Difatti nel corso del XVI secolo vi si verificarono numerosi assedi, tra cui si segnalano quello del 1509 in cui il provveditore veneto fu attaccato dalle truppe francesi del Ducato di Milano, situazione ribaltata tre anni dopo, quando i militari della Serenissima ripresero il controllo del forte dopo mesi di scontri, durante i quali i soldati transalpini riuscirono a lungo a tenere in scacco gli avversari.
Nuovi scontri si ebbero l'anno successivo (1513), con protagonisti gli Spagnoli che, interessati al controllo della Lombardia, fecero largo utilizzo di cannoni e colubrine, danneggiando la struttura.
Ma fu con la costruzione delle mura di Bergamo che il castello venne interessato da un progetto volto a farne un baluardo inespugnabile: venne infatti deciso di cingere la parte collinare della città con un'imponente cinta muraria. Il castello di San Vigilio, che la dominava dall'alto, vi fu collegato ad essa tramite un passaggio segreto sotterraneo che partiva dalla parte nord delle mura, denominata Forte di San Marco. 

I lavori portarono inoltre sia alla demolizione della torre centrale (tipica dei castelli medievali), al fine di garantire maggiore spazio alle guarnigioni militari, che all'allargamento della struttura in direzione della città, permettendo la creazione della casa del castellano e degli alloggi dei soldati. La pianta dell'edificio, arricchita dalla fastosa porta d'accesso, opera dell'architetto Mauro Codussi, assunse una forma simile a quella di una stella.
Il potenziamento della struttura comportò la creazione anche di un passaggio segreto da una torre ad una casamatta, inutilizzabile a causa di una frana che vi ha crato un piccolissimo laghetto, nonché l'installazione di grandi cisterne per la raccolta dell'acqua.
Si prese anche in considerazione la possibilità di abbassare il colle Bastia, a causa del fatto che in un eventuale attacco il nemico avrebbe potuto piazzarvi dei cannoni con cui colpire i difensori del castello. Quest'opzione venne tuttavia accantonata, lasciando intatto il paesaggio collinare adiacente.

### La decadenza e il rilancio
L'importanza che il castello aveva assunto fu resa tangibile dal fatto che, quando le truppe francesi della Repubblica Cisalpina entrarono in città a causa del disfacimento della Repubblica di Venezia, sancito con il Trattato di Campoformio, come prima cosa si insediarono nel castello di San Vigilio.
Due decenni più tardi il potere fu preso dagli austriaci, i quali intrapresero una politica di smantellamento della principali strutture militari. Nel 1829 furono infatti demolite alcune parti del castello, tra cui la monumentale porta di accesso.
Sul finire del XIX secolo l'intera struttura fu acquistata dalla famiglia Soregaroli, che vi insediò un ristorante e diede il via, nel 1912, alla creazione di una funicolare che collegava il castello con il piazzale attiguo alla Porta Sant'Alessandro, coprendo una distanza di 621 metri con un dislivello pari a 91 metri. Il proprietario, Pierino Soregaroli, negli anni '20 e '30 del secolo scorso, vi profuse molte energie fisiche ed economiche per riadattare la scalinata e sistemare i camminamenti del malconcio castello, ormai da due secoli senza guarnigione.
L'intera struttura fu poi venduta al comune di Bergamo che ne riprese, dopo alcuni anni, il recupero, rendendo accessibile al pubblico l'intero castello nel 1962. Anche la funicolare, che funzionò fino al 1976, venne ripristinata nel 1991, quando si conclusero i lavori di restauro, è ancora possibile visitare il passaggio segreto che collegava il forte di San Marco con il castello stesso, grazie all'attività del gruppo speleologico “Le Nottole”, che garantiscono visite guidate su prenotazione.